# USS Joseph P. Kennedy Jr. (DD-850)
USS Joseph P. Kennedy Jr. (DD-850) là một tàu khu trục lớp Gearing được Hải quân Hoa Kỳ chế tạo vào giai đoạn cuối Chiến tranh Thế giới thứ hai. Nó là chiếc tàu chiến duy nhất của Hải quân Mỹ được đặt theo tên Đại úy Hải quân Joseph P. Kennedy Jr. (1915-1944), phi công hải quân tử trận tại Bắc Hải và được truy tặng Huân chương Chữ thập Hải quân; ông chính là anh ruột của Tổng thống tương lai John F. Kennedy. Hoàn tất khi chiến tranh đã kết thúc, con tàu tiếp tục phục vụ trong giai đoạn Chiến tranh Lạnh và Chiến tranh Triều Tiên cho đến năm 1973, rồi được giữ lại và bảo tồn như một tàu bảo tàng tại Battleship Cove, Fall River, Massachusetts; nó được công nhận là một Di tích Lịch sử Quốc gia vào năm 1989. Joseph P. Kennedy Jr. được tặng thưởng danh hiệu Đơn vị Tuyên dương Tổng thống Hàn Quốc cùng hai Ngôi sao Chiến trận do thành tích phục vụ trong Chiến tranh Triều Tiên.

## Thiết kế và chế tạo
Joseph P. Kennedy Jr. được đặt lườn tại xưởng tàu Fore River Shipyard của hãng Bethlehem Steel Corporation ở Quincy, Massachusetts vào ngày 2 tháng 4 năm 1945. Nó được hạ thủy vào ngày 26 tháng 7 năm 1945; được đỡ đầu bởi cô Jean Kennedy, em gái Đại úy Kennedy, và nhập biên chế tại Xưởng hải quân Boston vào ngày 15 tháng 12 năm 1945 dưới quyền chỉ huy của Hạm trưởng, Trung tá Hải quân H. G. Moore.

## Lịch sử hoạt động

### 1945 - 1950
Joseph P. Kennedy Jr. lên đường vào ngày 4 tháng 2 năm 1946 cho chuyến đi chạy thử máy tại vùng biển Caribe; Robert F. Kennedy, em trai Đại úy Kennedy, tham gia chuyến đi này với tư cách một thủy thủ tập sự. Quay trở về cảng nhà Newport, Rhode Island vào tháng 4, con tàu trải qua những tháng tiếp theo hoạt động huấn luyện cho nhân sự Hải quân Dự bị Hoa Kỳ. Đi đến Norfolk, Virginia vào ngày 8 tháng 10, nó cùng các tàu chiến khác gia nhập hải đội dưới quyền Đô đốc William D. Leahy, và cùng soái hạm Wisconsin (BB-64) thực hiện chuyến đi để viếng thăm Chile và Venezuela. Nó đã băng qua kênh đào Panama hai lần, được Tổng thống Venezuela thị sát vào ngày 25 tháng 11, rồi quay trở về cảng nhà vào ngày 14 tháng 12.
Trong năm 1947, Joseph P. Kennedy Jr. hoạt động dọc theo vùng bờ Đông và vùng biển Caribe. Nó khởi hành vào ngày 9 tháng 2 cho một đợt tập trận hạm đội ngoài khơi Puerto Rico, và sau khi hoàn tất đã lên đường để phục vụ cùng Đệ Lục hạm đội tại Địa Trung Hải. Con tàu đã tuần tra và viếng thăm nhiều cảng tại khu vực vốn chứa đựng nhiều mâu thuẫn và bất ổn của Châu Âu, rồi quay trở về Newport vào ngày 26 tháng 6, 1948. Nó trải qua thời gian còn lại của năm 1948 thực tập chống tàu ngầm, và sang đầu năm 1949 đã thực hiện hai chuyến đi huấn luyện đến vùng biển Caribe. Chiếc tàu khu trục lại lên đường vào ngày 23 tháng 8, 1949 để hoạt động cùng Đệ Lục hạm đội, đảm nhiệm vai trò soái hạm cho Hải đội Khu trục 18, rồi quay trở về Hoa Kỳ vào ngày 27 tháng 1, 1950.

### 1950 - 1960
Sau sự kiện lực lượng Bắc Triều Tiên tấn công xuống lãnh thổ Nam Triều Tiên vào tháng 7, 1950 khiến Chiến tranh Triều Tiên bùng nổ, Joseph P. Kennedy Jr. tiến hành huấn luyện dự bị rồi thực hành tác xạ và hộ tống vận tải nhằm chuẩn bị tham gia cuộc chiến tranh này. Nó khởi hành từ Newport vào ngày 3 tháng 1, 1951, đi ngang qua kênh đào Panama, Trân Châu Cảng và Midway trong hành trình hướng sang Nhật Bản. Con tàu được tiếp liệu đạn dược tại Sasebo và đến ngày 3 tháng 2 đã gia nhập Lực lượng Đặc nhiệm 77 ngoài khơi Triều Tiên, rồi từ tháng 2 đến tháng 4 đã hộ tống các tàu sân bay nhanh trong các hoạt động không kích xuống các mục tiêu đối phương.
Joseph P. Kennedy Jr. lên đường vào ngày 8 tháng 4 để hoạt động tuần tra tại eo biển Đài Loan, giúp ngăn ngừa xung đột có thể leo thang giữa lực lượng Trung Cộng và phe Quốc dân Đảng. Nó sau đó quay trở lại khu vực Triều Tiên, đi đến ngoài khơi Wonsan vào ngày 20 tháng 5, và đã bắn hải pháo hỗ trợ cho chiến dịch Phong tỏa Wonsan; hoạt động này kéo dài cho đến ngày 13 tháng 6, khi con tàu quay trở lại Sasebo. Khi hoàn tất lượt hoạt động tại Triều Tiên, nó không quay trở lại vùng bờ Tây, nhưng đã cùng Hải đội Khu trục 8 thực hiện chuyến đi vòng quanh thế giới, viếng thăm Singapore, Bahrain, Port Said, Naples và Gibraltar trước khi về đến Newport vào ngày 9 tháng 8, 1951.
Trong gần một năm rưỡi tiếp theo, Joseph P. Kennedy Jr. hoạt động huấn luyện và tập trận thường lệ cũng như phục vụ như tàu huấn luyện cho Trường Huấn luyện Hạm đội tại Newport. Nó khởi hành vào ngày 7 tháng 1, 1953 cho một lượt phục vụ cùng Đệ Lục hạm đội tại Địa Trung Hải, rồi quay trở về Newport vào ngày 18 tháng 5. Những hoạt động huấn luyện và tập trận chống tàu ngầm được thực hiện, tiếp nối bởi một chuyến đi khác sang Địa Trung Hải từ tháng 1 đến tháng 5, 1954. Trong chuyến đi tập trận sang vùng biển Bắc Đại Tây Dương gần vòng Bắc Cực từ ngày 5 tháng 11, 1955, nó đã viếng thăm Oslo, Na Uy và Bremerhaven, Đức, rồi tiếp tục thực hành chiến thuật cùng các đơn vị thuộc Đệ Lục hạm đội tại Địa Trung Hải trước khi về đến Newport vào ngày 5 tháng 3, 1956.
Vào tháng 6, 1956, Joseph P. Kennedy Jr. cùng các thiết giáp hạm Iowa (BB-61) và New Jersey (BB-62) đi đến Annapolis, Maryland, nơi họ đón lên tàu những học viên sĩ quan thuộc Học viện Hải quân Hoa Kỳ cho một chuyến đi huấn luyện. Sau khi từ Bắc Âu quay trở về vào ngày 1 tháng 8, chiếc tàu khu trục hoạt động huấn luyện cho đến ngày 6 tháng 5, 1957, khi nó lên đường cho một lượt phục vụ khác cùng Đệ Lục hạm đội tại Địa Trung Hải. Nó đi sang vùng bờ biển Na Uy vào tháng 9 để tham gia một cuộc tập trận của Khối NATO, rồi lên đường quay trở về nhà và về đến Newport vào ngày 22 tháng 10. Một lần nữa trong năm 1958, con tàu lại được cử sang hoạt động tại khu vực Địa Trung Hải, và vào tháng 4 đã đi sang khu vực vịnh Ba Tư hoạt động cùng Lực lượng Trung Đông; nó quay trở về Newport vào ngày 1 tháng 7, 1958.
Sau khi được đại tu tại Xưởng hải quân Boston, Joseph P. Kennedy Jr. một lần nữa đi đến Annapolis vào ngày 3 tháng 6, 1959, thực hiện một chuyến đi huấn luyện cho học viên sĩ quan. Nó tham gia Lực lượng Đặc nhiệm 47 trong Chiến dịch Inland Seas, đi dọc theo sông Saint Lawrence tham dự lễ khánh thành tuyến đường thủy St. Lawrence nối liền Đại Tây Dương với Ngũ Đại Hồ vào ngày 26 tháng 6, 1959, nghi lễ do Tổng thống Dwight D. Eisenhower và Nữ hoàng Elizabeth II của Anh đồng chủ trì; và sau nghi thức khánh thành đã đi theo tuyến đường thủy đến tận Chicago vào ngày 2 tháng 7. Nó đã viếng thăm nhiều cảng nội địa trước khi trở ra Đại Tây Dương vào ngày 6 tháng 8. Sang năm 1960, nó lại đi sang Địa Trung Hải cùng với các tàu sân bay  Forrestal (CVA-59) và Franklin D. Roosevelt (CVB-42), và quay trở về Newport vào ngày 15 tháng 10.

### 1961 - 1964

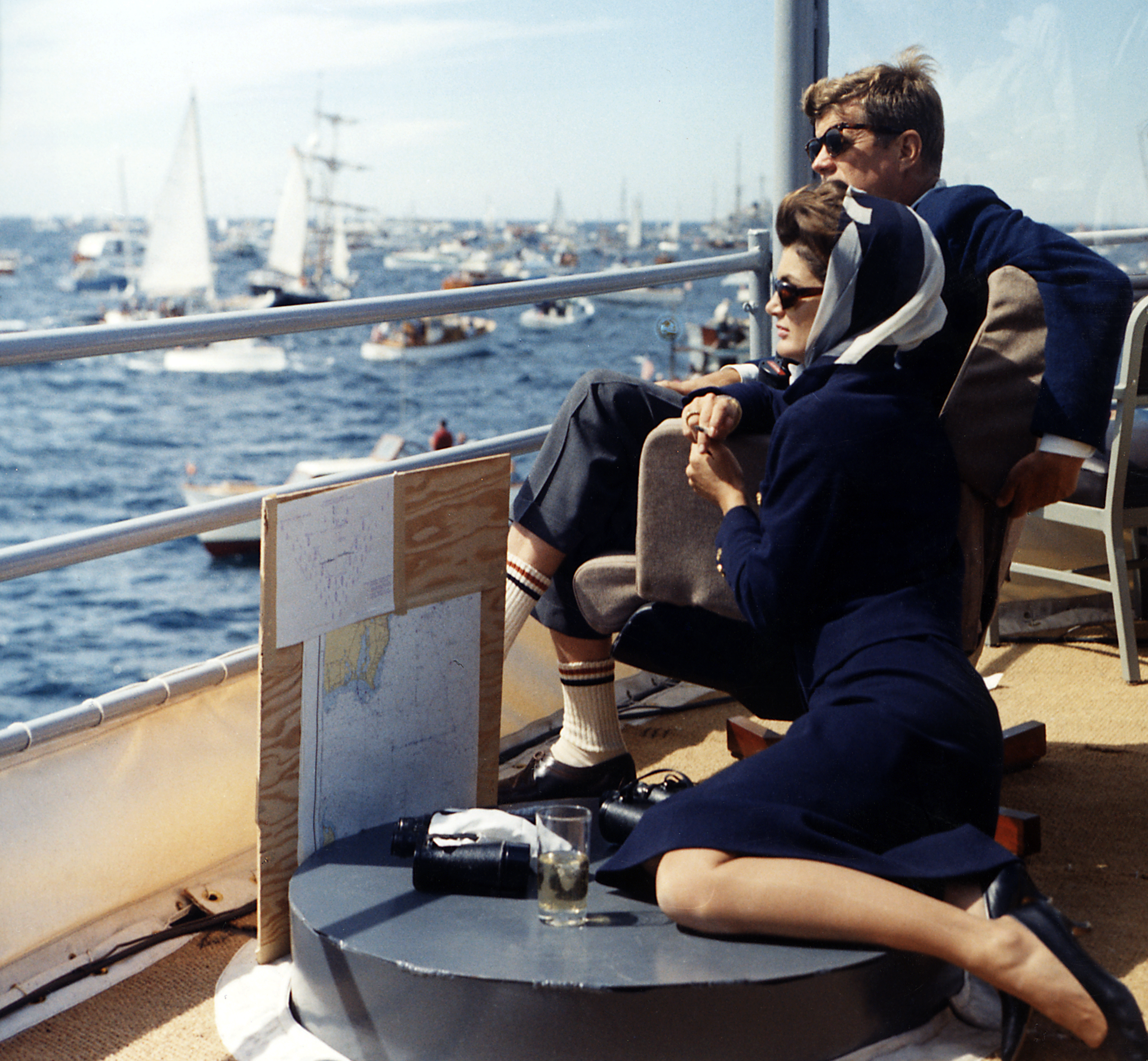
Tổng thống John F. Kennedy và phu nhân Jacqueline theo dõi cuộc đua thuyền buồm America's Cup bên trên chiếc Joseph P. Kennedy Jr., tháng 9, 1962

Vào tháng 1, 1961, Joseph P. Kennedy Jr., đi đến Washington, D.C. để tham dự lễ nhậm chức của Tổng thống John F. Kennedy, em ruột của người được đặt tên của con tàu. Trong tháng 2 và tháng 4, nó phục vụ cho các chuyến bay lên không gian trong khuôn khổ Chương trình Mercury, rồi đi đến thành phố New York vào ngày 1 tháng 7, nơi nó được sửa chữa và nâng cấp tại Xưởng hải quân New York trong khuôn khổ Chương trình Hồi sinh và Hiện đại hóa Hạm đội (FRAM: Fleet Rehabilitation and Modernization). Trong giai đoạn này nó được tăng cường thiết bị cảm biến và vũ khí chống ngầm, một sàn đáp và hầm chứa mới cho máy bay trực thăng cùng nhiều cải tiến khác nhằm kéo dài tuổi thọ phục vụ. Rời xưởng tàu vào cuối tháng 5, 1962, nó tiến hành chạy thử máy và huấn luyện tại khu vực vịnh Guantánamo, Cuba, và quay trở về vào ngày 26 tháng 8.
Cùng các tàu chiến khác thuộc hạm đội, Joseph P. Kennedy Jr. đã nhanh chóng phản ứng lại mối đe dọa của tên lửa đạn đạo tầm trung Liên Xô mang đầu đạn nguyên tử được bố trí tại Cuba, khiến đưa đến vụ Khủng hoảng tên lửa Cuba. Theo mệnh lệnh của Tổng thống John F. Kennedy, chiếc tàu khu trục đã khởi hành vào ngày 22 tháng 10, tham gia lực lượng hải quân thực thi "cô lập" hàng hải hòn đảo này nhằm gây áp lực lên phía Cộng Sản. Vào ngày 26 tháng 10, dưới quyền chỉ huy của Trung tá Hải quân Nicholas S. Mikhalevsky, nó gửi một đội đổ bộ sang khám xét chiếc tàu chở hàng Li băng Marucla. Nó tiếp tục tham gia tuần tra tại khu vực biển Caribe cho đến khi vụ khủng hoảng được giải quyết theo con đường thương lượng hòa bình; con tàu quay trở về cảng Newport vào ngày 7 tháng 12.
Trong năm 1963, Joseph P. Kennedy Jr. hoạt động huấn luyện ngoài khơi Virginia Capes và Nova Scotia. Nó rời Newport vào ngày 29 tháng 4, 1964 cho một lượt hoạt động khác tại Địa Trung Hải cho đến ngày 26 tháng 8; và sang tháng 10, nó lên đường tham gia cuộc Tập trận Steel Pike I, một trong những cuộc diễn tập đổ bộ lớn nhất kể từ Thế Chiến II. Trong quá trình lực lượng đặc nhiệm di chuyển sang khu vực bờ biển Tây Ban Nha, nó đã hoạt động như một tàu hộ tống chống tàu ngầm. Nó quay trở về Newport vào ngày 19 tháng 11.

### 1965 - 1967
Vào cuối tháng 1, 1965, Joseph P. Kennedy Jr. lên đường đi cảng Canaveral, để hỗ trợ cho hai tàu ngầm tên lửa đạn đạo Polaris đi tuần tra tại nước ngoài. Con tàu được đại tu thường lệ trong ba tháng tại Xưởng hải quân Boston, rồi nó lên đường vào ngày 15 tháng 7 để trải qua hai tháng huấn luyện ôn tập tại khu vực vịnh Guantánamo, Cuba. Nó rời cảng Newport vào ngày 27 tháng 11 để phục vụ cho những chuyến bay lên không gian trong khuôn khổ Chương trình Gemini, đi đến vị trí cách 1.200 nmi (2.200 km) về phía Đông Nam Bermuda, sẵn sàng hỗ trợ cho việc thu hồi các tàu không gian Gemini 6 và Gemini 7 sau chuyến bay song hành kéo dài 14 ngày trên quỹ đạo quanh trái đất. Hoàn thành nhiệm vụ, chiếc tàu khu trục quay trở về Newport vào ngày 21 tháng 12, chuẩn bị cho chuyến đi tiếp theo sang Địa Trung Hải.
Được điều về Hải đội Khu trục 10, Joseph P. Kennedy Jr. khởi hành từ cảng Newport vào ngày 15 tháng 2, 1966 để phục vụ cùng Đệ Lục hạm đội. Sau khi đi đến Gibraltar vào ngày 24 tháng 2, trong bốn tháng tiếp theo nó tham gia các cuộc thực tập phòng không và chống tàu ngầm suốt trong khu vực Địa Trung Hải, trải rộng từ bờ biển Bắc Phi cho đến Thổ Nhĩ Kỳ. Sau khi hoàn thành nhiệm vụ, nó quay trở về Newport vào ngày 8 tháng 7.
Trong thời gian còn lại của năm 1966, Joseph P. Kennedy Jr. hoạt động huấn luyện khu trục và hộ tống tàu sân bay dọc theo vùng bờ Đông. Vào giữa tháng 11, nó tham gia vào hoạt động thu hồi tàu không gian Gemini 12 sau chuyến bay kéo dài 4 ngày trên quỹ đạo. Con tàu lại được cử sang phục vụ cùng Đệ Lục hạm đội vào ngày 1 tháng 3, 1967, hoạt động tại khu vực Địa Trung Hải cho đến cuối tháng 4, rồi băng qua kênh đào Suez để đi sang biển Hồng Hải và Ấn Độ Dương. Đến cuối tháng 6, nó rời vịnh Aden cho hành trình quay trở về nhà, đi ngang qua mũi Hảo Vọng và Nam Mỹ để trở về Newport. Nó tiếp tục hoạt động huấn luyện tại vùng biển nhà.
Trong những năm tiếp theo Joseph P. Kennedy Jr. còn được phái sang phục vụ cùng Đệ Lục hạm đội tại khu vực Địa Trung Hải thêm ba đợt nữa: từ tháng 4 đến tháng 9, 1968; từ tháng 11, 1969 đến tháng 5, 1970; và từ tháng 6 đến tháng 12, 1972; nó cũng từng được cử đi một lượt hoạt động tại khu vực Bắc Đại Tây Dương, Trung Đông và Ấn Độ Dương trong năm 1971, kéo dài từ tháng 4 đến tháng 10. Giữa những đợt phục vụ này, con tàu được đại tu tại Xưởng hải quân Boston từ  tháng 10, 1968 đến tháng 3, 1969 cũng như huấn luyện ôn tập tại khu vực vịnh Guantánamo, Cuba từ tháng 6 đến tháng 8, 1969.

## Tàu bảo tàng

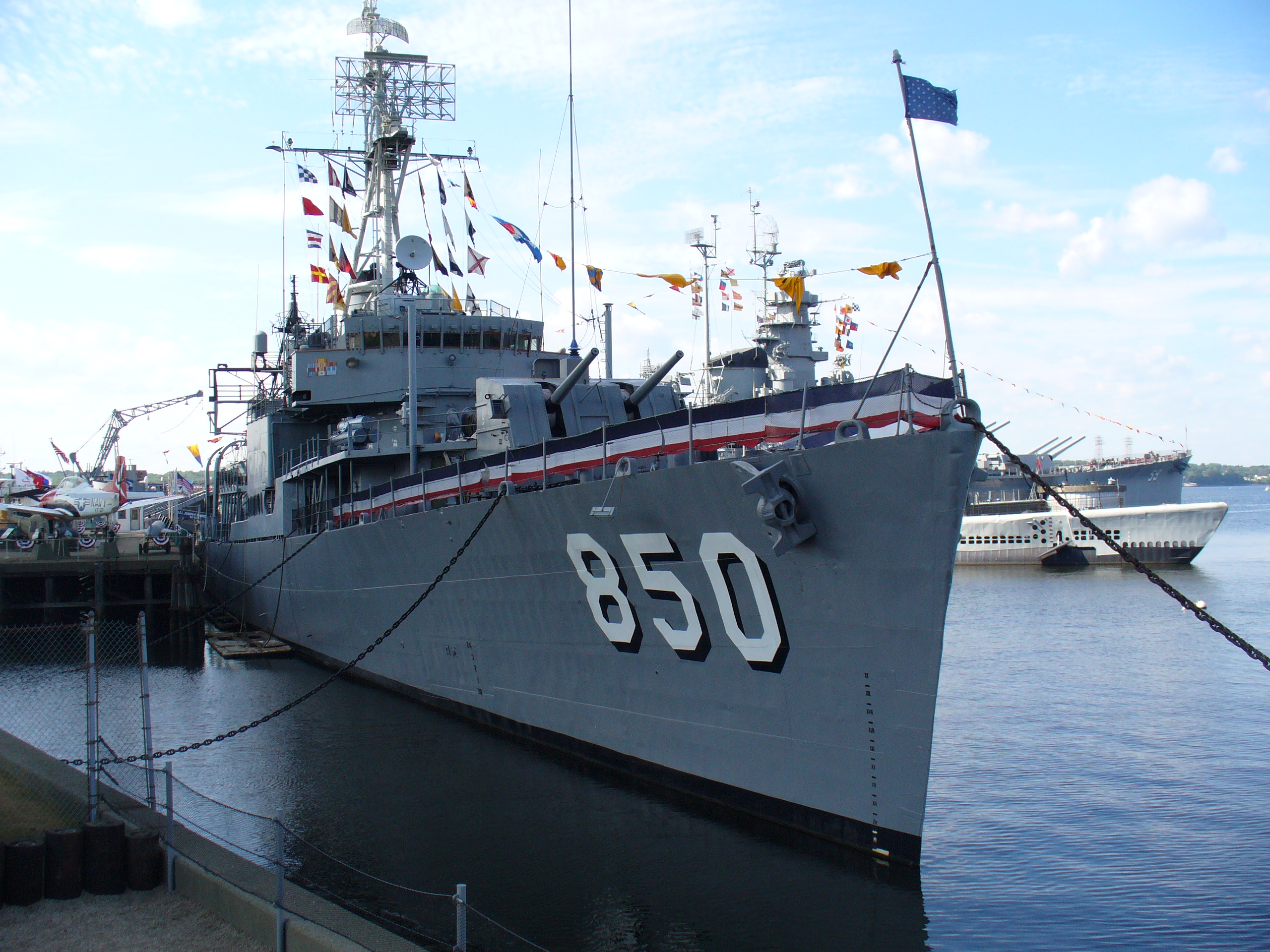
USS Kennedy tại Battleship Cove

Joseph P. Kennedy Jr. Như một phần của kế hoạch cắt giảm ngân sách quốc phòng sau khi chấm dứt xung đột tại Việt Nam, được cho xuất biên chế vào ngày 2 tháng 7, 1973. Tên nó cũng được cho rút khỏi danh sách Đăng bạ Hải quân vào ngày 1 tháng 7, 1973. Do danh tiếng của người được đặt tên cho con tàu cũng như mối liên hệ thân thiết với gia đình Kennedy, người ta nhanh chóng lập kế hoạch để bảo tồn con tàu.
Con tàu được chuyển đến Fall River, Massachusetts như một đơn vị của Bảo tàng Battleship Cove. Tính đến  tháng 1 năm 2020, nó mở để công chúng tham quan như đài tưởng niệm chính thức những công dân Massachusetts đã bỏ mình trong các cuộc chiến tranh Triều Tiên và Việt Nam. Nó cũng đảm nhiệm Bảo tàng Khu trục Quốc gia mang tên Đô đốc Arleigh Burke. Nó được công nhận là một Di tích Lịch sử Quốc gia vào năm 1989.

## Phần thưởng
|             |                           |  |
|             |                           |  |
|             |                           |  |
| Bronze star | Bronze star · Bronze star |  |
|             |                           |  |

| Dãy băng Hoạt động Tác chiến                                   |                                                            |                                                       |
| Đơn vị Tưởng thưởng Hải quân                                   | Huân chương Viễn chinh Hải quân                            | Huân chương Chiến dịch Hoa Kỳ                         |
| Huân chương Chiến thắng Thế Chiến II                           | Huân chương Chiếm đóng Hải quân với khóa "EUROPE"          | Huân chương Phục vụ Trung Hoa                         |
| Huân chương Phục vụ Phòng thủ Quốc gia với Ngôi sao Chiến trận | Huân chương Phục vụ Triều Tiên với hai Ngôi sao Chiến trận | Huân chương Viễn chinh Lực lượng Vũ trang             |
| Đơn vị Tuyên dương Tổng thống (Hàn Quốc)                       | Huân chương Liên Hợp Quốc Triều Tiên                       | Huân chương Phục vụ Chiến tranh Triều Tiên (Hàn Quốc) |